# Оганесян, Жора Хоренович
Жора Оганесян (арм. Ժորա Խորենի Հովհաննիսյան; 16 апреля 1987, Ереван, СССР) — армянский футболист, полузащитник. На данное время свободный агент.

## Карьера

### Клубная
Начинал свою профессиональную футбольную карьеру в самом титулованном клубе Армении «Пюнике», за который провёл 25 матчей и забил 4 гола. В июле 2004 года перешёл в самый известный и титулованный клуб Греции «Олимпиакос». Жора не сыграл ни одного матча за «Олимпиакос», он уходил в аренду в скромные греческие клубы «Эгалео», «Хайдари» и «Айос-Димитриос». Последний клуб его выкупил. В июле 2008 года перешёл в клуб третьей по силе лиги Греции «Докса» (Кранула). В январе 2009 года перешёл в клуб «Кими». В 2010 году перешёл в российский клуб «Сатурн», но не сыграл не одного матча за клуб.
В 2012 году перешёл в узбекский клуб «Локомотив» из Ташкента, к его отцу Хорену Оганесяну. В 2012 году был признан лучшим легионером в первенстве Узбекистана. В конце 2013 года перешёл в самый титулованный клуб Узбекистана «Пахтакор», и взял 10 номер. Жора попал в состав на Лигу чемпионов АФК 2013. Забил первый гол в матче лиги против «Нефтчи»
.

### В сборной
Жора выступал за Юношескую сборную Армении и Молодёжную сборную Армении.

## Личная жизнь
Жора сын известного армянского футболиста Хорена Оганесяна и гимнастки Джули Сарян, у него есть сестра Эдита.